# 30 notti con il mio ex
30 notti con il mio ex è un film del 2025 diretto da Guido Chiesa.

## Trama
Bruno, ansioso di suo e padre single, si lascia convincere dalla figlia Emma ad ospitare per 30 notti la sua ex moglie Terry, appena uscita da un istituto psichiatrico. L'euforia di Terry metterà a dura prova le giornate di Bruno e si ritroverà all'interno di una relazione che non riesce a portare a nulla e in un lavoro poco soddisfacente, dove non riesce ad imporsi.

## Produzione
Il film, diretto da Guido Chiesa e coscritto con Nicoletta Micheli, è liberamente ispirato al film argentino 30 noches con mi ex di Adrián Suar del 2022.

## Distribuzione
Il film è stato distribuito nelle sale cinematografiche italiane a partire dal 17 aprile 2025.

## Accoglienza

### Incassi
Il film ha incassato 1462804 €.

### Critica
il film ha ottenuto recensioni generalmente favorevoli da parte della critica cinematografica.